# Pure Pwnage
Pure Pwnage er en canadisk serie på nettet og på den canadiske tv-kanal ShowCase. Showet omhandler hovedpersonen Jeremy (Jarett Cale), og hans bror Kyle (Geoff Lapaire) som altid er bag kameraet. Serien startede i år 2004, og er stadig i gang. Der er indtil videre planlagt 3 sæsoner
Kyle er en filmstuderende der skal bruge testoptagelser til sin film-klasse. Han overtaler sin bror Jeremy til at stille op. Igennem de indtil videre 18 episoder følger man Jeremys liv efterhånden som det udvikler sig.

## Web-episodernes historie
De første par episoder handler egentlig kun om Jeremy, hans venner, hvordan han prøver på at score piger, og hvor man egentlig bare ser ham gå rundt og snakke, uden det helt store formål. I episode 4, "Pwn or be pwned" tager den egentlige historie rigtig fat, hvor Jeremy starter ud med at tabe til en noob. Hans bror, Kyle, får ham overtalt til at tage hen til teh_Masterer. teh_Masterer spørger ganske simpelt Jeremy: "What games do you play?" (hvilke spil spiller du?) hvor Jeremy svarer: "Well... Right now I'm just pwning Zero Hour." (altså... lige nu er det bare Zero Hour.)
teh_Masterer siger da en vigtig sætning, som evindeligt brænder sig fast i Jeremys hukommelse – "If one wants to truly pwn, one must pwn in all games." (hvis én virkelig vil pwne, må én pwne i alle spil.)
Man ser en lang træningssession hvor Jeremy træner sine evner på alle tænkelige måder. Til sidst kæmper de mod hinanden, hvor Jeremy ender med at vinde. Men at der er et dybere formål med det teh_Masterer havde lært Jeremy, ved han endnu ikke.

## Tv-seriens historie
I tv-serien ses det i den vinkel, at web-episoderne skam eksisterer, og at de er blevet populære, men indtil videre er alt mht. teh_Masterer og "micro skills" blevet ignoreret. Jeremy bor derfor også stadig hjemme ved sin mor. I tv-serien annullerer Jeremys mor for internetforbindelsen, og dette skaber store problemer, da han skal nå at spille en StarCraft-match. Sammen med Doug lykkedes det ham at få spillet kampen, og ikke ryge ned fra sin førsteplads på listen over de bedste spillere.